# Primus (Panzerhaubitze)
Die SSPH Primus ist eine Panzerhaubitze der Singapore Army. Die von ST Kinetics entwickelte Haubitze wurde 2004 in Dienst gestellt. Der Name leitet sich ab von Singapore Self-Propelled Howitzer (SSPH) und dem Motto der Artillerietruppen des Stadtstaates „In Oriente Primus“.

## Geschichte
Die Idee, eine eigene Panzerhaubitze zu entwickeln, nahm in den frühen 1990er-Jahren Gestalt an, da den eigenen Panzerverbänden eine adäquate Feuerunterstützung zur Seite gestellt werden sollte. Die Haubitze sollte deshalb mit den eigenen Panzertruppen Schritt halten können. Als geeignetes Kaliber wurde 155 mm gewählt.
Die Entscheidung zum Bau der Primus wurde nach einer Marktstudie getroffen, in der andere Panzerhaubitzen wie die M109 Paladin, AS90, Typ 75 und Msta als entweder zu schwer oder zu groß eingestuft wurden. Die Singapore Army benötigte ein Fahrzeug, das nicht schwerer als 30 Tonnen und nicht breiter als 3 Meter sein sollte, um örtliche Brücken passieren zu können und der Vegetation Rechnung zu tragen. Deshalb wurde entschieden, ein eigenes Fahrzeug zu entwickeln.
Unter Berücksichtigung der Erfahrungen mit der Entwicklung der ODE 155-mm-Kanonenhaubitze FH-88 und der FH-2000 begann ST Kinetics 1996 mit der Entwicklung, der Roll-out des Prototyps fand im April 2000 statt. In den darauf folgenden zwei Jahren wurden im Waiouru Army Camp in Neuseeland Schießtests durchgeführt. Im September 2002 wurde die Haubitze angenommen.

## Technik
Das Chassis ist eine modifizierte M109-Konstruktion mit neuem Motor (der auch im Bionix Verwendung findet), um Kosten und Logistikaufwand zu reduzieren. Der Motor des Bionix wurde modifiziert, um mehr Leistung zu liefern, ebenso wurde das Getriebe angepasst. Eine Klimaanlage und ein ABC-Schutzsystem ist nicht vorhanden, kann bei Bedarf aber nachgerüstet werden.
Der Turm ist mit einer 155-mm-Kanone mit 39 Kaliberlängen, Mündungsbremse und Rauchabsauger ausgestattet. Es können alle Arten von NATO-Munition verschossen werden. Mit Standardgranaten wird dabei eine Reichweite von 19 km erzielt, mit Extended-Range-Full-Bore-Geschossen sind 30 km möglich. Der Ladevorgang läuft dabei halbautomatisch ab; das Geschoss wird automatisch in das Rohr geschoben und die Treibladung manuell eingelegt. Das Geschütz kann drei Granaten in 20 Sekunden und maximal sechs Schuss pro Minute abfeuern. Das digitale Feuerleitsystem mit GPS ermöglicht es, in weniger als 60 Sekunden nach Eingang des Feuerauftrages über einen Datenlink das Geschütz auf das Ziel abzufeuern. Die Primus benötigt 40 Sekunden, um eine Feuerstellung wieder zu verlassen.